# Sphinx vashti
Sphinx vashti là một loài bướm đêm thuộc họ Sphingidae of moths. Nó được tìm thấy ở British Columbia phía đông đến Manitoba, phía nam đến miền nam California, Nevada, central Arizona, New Mexico và miền tây Texas.
Ấu trùng ăn Snowberry (Symphoricarpos albus) và Coralberry (Symphoricarpos orbiculatus)